# Kullskär (Föglö, Åland)
Kullskär är en halvö i Åland (Finland). Den ligger i den sydöstra delen av landskapet, 29 km öster om huvudstaden Mariehamn.